# Fanny Gai
Fanny Gai (ur. 30 listopada 1974) – francuska zapaśniczka walcząca w stylu wolnym. Zajęła czternaste miejsce na mistrzostwach świata w 2003. Siódma na mistrzostwach Europy w 2003. Wicemistrzyni igrzysk śródziemnomorskich w 2001. Czwarta w Pucharze Świata w 2001 i szósta w 2005.
Mistrzyni Francji w 2000, 2003, 2004 i 2005; druga w 1998 i 1999, a trzecia w 2002 roku.